# Заповіт (Обіцянка) (фільм)
«Заповіт» («Обіцянка») (серб. Завет, Zavet, фр. Promets-moi) — художній фільм сербського виробництва, десятий повнометражний фільм Емира Кустуриці. Прем'єра відбулася на Каннському кінофестивалі 2007 року. «Заповіт» також став фільмом відкриття XXIX Московського кінофестивалю.

## Сюжет
У невеликому селі живе дід та його онук Цане. Дід, кажучи, що він вже старий, посилає онука в місто. У місті Цане повинен знайти старого друга діда, купити там ікону, продати корову та знайти собі наречену.
Приїжджаючи до міста, хлопчик дізнається, що друг його діда помер й знайомиться з його онуками. Потрапляючи у різні цікаві історії, він нарешті, знаходить собі наречену та повертається до себе назад у село.

## В ролях
- Урош Мілованович — Цане
- Марія Петронієвич — Ясна
- Олександр Берчек — дідусь Цане
- Ліліана Благоєвич — вчителька
- Мікі Манойлович — босс мафії
- Стрібор Кустуриця — Топаз
- Косанка Джекич — мати Ясни
- Владан Мілошевич — Руньо

## Саундтрек
1. Stribor Kusturica & The Poisoners — Jaguar (3'44)
2. Stribor Kusturica & The Poisoners — Vila Marica (4'46)
3. Stribor Kusturica & The Poisoners — Hotelski Cocek (3'06)
4. Stribor Kusturica & The Poisoners — The master's rumba (3'50)
5. Stribor Kusturica & The Poisoners — Turbo Jazz (4'22)
6. Stribor Kusturica & The Poisoners — The flyer (3'49)
7. Stribor Kusturica & The Poisoners — Death in a wedding dress (4'04)
8. Stribor Kusturica & The Poisoners — The Black train (5'49)
9. Stribor Kusturica & The Poisoners — The Big Brothers Sa Sa (4'27)
10. Stribor Kusturica & The Poisoners — Honeymoon in Bruxells (3'05)
11. Stribor Kusturica & The Poisoners — Vranjanka (the night club theme) (6'29)
12. Stribor Kusturica & The Poisoners — The final fight (5'41)
13. Stribor Kusturica & The Poisoners — Cane in the city of lights (4'48)
14. Stribor Kusturica & The Poisoners — Tavadas Soham (4'56)
15. Stribor Kusturica & The Poisoners — The highlander bolero (4'10)
16. Stribor Kusturica & The Poisoners — Jagodince Begince (5'06)

Стрибор Кустуриця (ударні), Miša Tričković (bass), Zoran Marjanović Čeda (percussion's), Peđa Janičević (tarabuka), Dragan Janić Belac (акордеон), Dragan Virijević (keyboard), Jovica Maksimović (гітара), Svetislav Vasiljević Cakija (гітара), Максим Кочетов (саксофон).

## Касові збори
Під час показу в Україні, що розпочався 29 листопада 2007 року, протягом перших вихідних фільм демонстрували на 2 екранах, що дозволило йому зібрати $10,758 і посісти 11 місце в кінопрокаті того тижня. Загалом фільм в кінопрокаті України пробув 1 тиждень і зібрав $10,758, посівши 172 місце серед найбільш касових фільмів 2007 року.

## Цікаві факти
- Прем'єра фільму відбулася 26 травня 2007 року на Каннському кінофестивалі, у український прокат картина вийшла 20 жовтня того ж року. В інших країнах фільм з'явився в кінотеатрах починаючи з листопада 2007[5].
- В англомовному прокаті фільм отримав назву «Promise Me This», у французькому — «Promets-moi».